# ميزوفيل

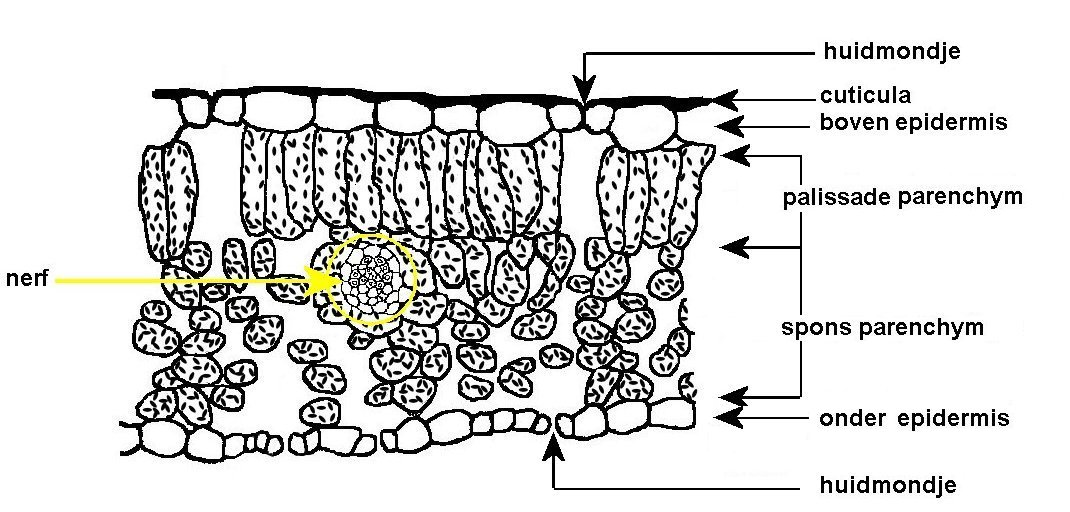

الميزوفيل أو النسيج الأوسط أو نسيج الورقة المتوسط (بالإنجليزية: Mesophyll)‏ نسيج من الخلايا النباتية موجود بين طبقتي البشرة في ورقة النبات بين طبقة البشرة العلوية وبين طبقة البشرة السفلية.
والمزوفيل يتألّف من نسيج بارنشيما والتي تتم بها عملية البناء الضوئي.

## انواعها
هناك نوعان من أنسجة الميزوفيل:
- نسيج عمودي: خلاياه طويلة ومتراصة بجانب بعضها البعض.
- نسيج إسفنجي: خلاياه موزعة ويوجد بينها فراغات كبيرة.

الفراغات البين خلوية مرتبطة مع بعضها البعض وتتصل مع الخارج من خلال الثغور. من خلال هذه الفراغات يتم تبادل الغازات بين الورقة وبين البيئة الخارجية.